# Liste der Kulturgüter in Gächlingen
Die Liste der Kulturgüter in Gächlingen enthält alle Objekte in der Gemeinde Gächlingen im Kanton Schaffhausen, die gemäss der Haager Konvention zum Schutz von Kulturgut bei bewaffneten Konflikten, dem Bundesgesetz vom 20. Juni 2014 über den Schutz der Kulturgüter bei bewaffneten Konflikten sowie der Verordnung vom 29. Oktober 2014 über den Schutz der Kulturgüter bei bewaffneten Konflikten unter Schutz stehen.
Objekte der Kategorien A und B sind vollständig in der Liste enthalten, Objekte der Kategorie C fehlen zurzeit (Stand: 1. Januar 2023).

## Kulturgüter
| Foto |                                                                                       | Objekt                                                     | Kat. | Typ | Standort                                             | Beschreibung |
| ---- | ------------------------------------------------------------------------------------- | ---------------------------------------------------------- | ---- | --- | ---------------------------------------------------- | ------------ |
| BW   | Datei hochladen · Wikidata zu Goldäcker, neolithische Landsiedlung (Q29524117)        | Goldäcker, neolithische Siedlung KGS-Nr.: 09657            | A    | F   | Im Chloster 679200 / 283950                          |              |
| ja   | Datei hochladen · Wikidata zu Kirche (Q29787137)                                      | Kirche KGS-Nr.: 14147                                      | B    | G   | Kirchstrasse 8 679659 / 284053                       |              |
| ja   | Datei hochladen · Wikidata zu Pfarrhaus (Q29787141)                                   | Pfarrhaus KGS-Nr.: 14148                                   | B    | G   | Im Chloster 1 679514 / 283984                        |              |
| ja   | Datei hochladen · Wikidata zu Zur Alten Post (Q29787159)                              | Zur Alten Post KGS-Nr.: 14149                              | B    | G   | Neunkircherstrasse 1 679541 / 283988                 |              |
| ja   | Datei hochladen · Wikidata zu Post (ehemalige Kirche) (Q29787143)                     | Post (ehemalige Kirche) KGS-Nr.: 14150                     | B    | G   | Gemeindehausplatz 3 679482 / 284085                  |              |
| ja   | Datei hochladen · Wikidata zu Mühle (Q29787138)                                       | Mühle KGS-Nr.: 14151                                       | B    | G   | Römerstrasse 40 680036 / 284190                      |              |
| ja   | Datei hochladen · Wikidata zu Vielzweckbau (Q29787145)                                | Vielzweckbau KGS-Nr.: 14152                                | B    | G   | Dorfstrasse 51 679714 / 284322                       |              |
| ja   | Datei hochladen · Wikidata zu Hofzeile (Q29787133)                                    | Hofzeile KGS-Nr.: 14154                                    | B    | G   | Dorfstrasse 14 679555 / 284102                       |              |
| ja   | Datei hochladen · Wikidata zu Vielzweckbau (Q29787147)                                | Vielzweckbau KGS-Nr.: 14155                                | B    | G   | Kirchstrasse 6 679623 / 284034                       |              |
| ja   | Datei hochladen · Wikidata zu Wachthütte (Q29787151)                                  | Wachthütte KGS-Nr.: 14156                                  | B    | G   | Litten 679507 / 285759                               |              |
| ja   | Datei hochladen · Wikidata zu Zum Gemeindehaus (Q29787156)                            | Zum Gemeindehaus KGS-Nr.: 14157                            | B    | G   | Schulstrasse 1 / Gemeindehausplatz 2 679496 / 284107 |              |
| ja   | Datei hochladen · Wikidata zu Haus zum Brunnquell (Hofzeile) (Q29787129)              | Haus zum Brunnquell (Hofzeile) KGS-Nr.: 14158              | B    | G   | Schulstrasse 7 679427 / 284116                       |              |
| ja   | Datei hochladen · Wikidata zu Vielzweckbau (Hofzeile Brunnquell) (Q29787149)          | Vielzweckbau (Hofzeile Brunnquell) KGS-Nr.: 14159          | B    | G   | Schulgasse 1 679396 / 284099                         |              |
| ja   | Datei hochladen · Wikidata zu Haus zum Talhof (Q29787131)                             | Haus zum Talhof KGS-Nr.: 14160                             | B    | G   | Schulstrasse 16 679490 / 284137                      |              |
| ja   | Datei hochladen · Wikidata zu Zum grossen Haus (Q29787158)                            | Zum grossen Haus KGS-Nr.: 14161                            | B    | G   | Schulstrasse 8 679490 / 284137                       |              |
| ja   | Datei hochladen · Wikidata zu Wohnhaus (Q29787153)                                    | Wohnhaus KGS-Nr.: 14162                                    | B    | G   | Schulstrasse 12–14 679466 / 284143                   |              |
| ja   | Datei hochladen · Wikidata zu Zehnteschüür mit Anbau (Q29787154)                      | Zehnteschüür mit Anbau KGS-Nr.: 14163                      | B    | G   | Brüelgässli 1.1 679521 / 284151                      |              |
| ja   | Datei hochladen · Wikidata zu Im Spital, Oekonomie- und Vielzweckgebäude (Q29787135)  | Im Spital, Ökonomie- und Vielzweckgebäude KGS-Nr.: 14538   | B    | G   | Brüelgässli 7, 8 679532 / 284173                     |              |
| ja   | Datei hochladen · Wikidata zu Ganze Hofzeile Restaurant Kreuz, Zur Traube (Q29787127) | Ganze Hofzeile Restaurant Kreuz, Zur Traube KGS-Nr.: 14539 | B    | G   | Dorfstrasse 5–17 679557 / 284137                     |              |